# Lutte Occitane
Lutte Occitane (pronunciat "lütx' utsitano") fou un grup polític occità, creat el 1971 de les restes del Comitat Occitans d'Estudis e d'Accion. Era un grup minoritari d'intel·lectuals, estudiants i sindicalistes agraris, ideològicament d'esquerra revolucionària, autonomista i socialista, amb seu a Tolosa, que aspira a la descolonització total dels occitans com a part de la lluita mundial contra l'imperialisme, liderant el bloc de classes treballadores que contribueixi a destruir l'estat capitalista francès.
Eren força actius i publicaren els diaris Païs Occitan-Lucha Occitana a Tolosa i Occitània Passat e Present a Antíbol. Van fer una anàlisi de la situació occitana, oposat a l'independentisme del Partit Nacionalista Occità, seguint els següents punts:
- Existència d'un fet occità amb especifitat cultural i lingüística, oposada i resistent a l'hegemonia francesa.
- A Occitània subsisteix l'explotació capitalista de tipus colonial que persegueix la liquidació d'una minoria nacional.
- L'estat oprimeix cada cop més les classes populars occitanes.
- La lluita de classes pren a Occitània una forma específica i tradueix més aspiracions que les que reclama la resta de l'hexàgon francès.

No passaren de tenir 500 militants, però aconseguiren el protagonisme a les mobilitzacions contra les expropiacions de Larzac. Fins i tot el 1972 foren un dels partits nacionalistes signataris de la Carta de Brest. Nogensmenys, el 1974 entraria en crisi i es fragmentaria en nombrosos grupuscles.